# 科洛米耶
科洛米耶（法語：Colomiers，法語發音：[kɔlɔmje]），法国西南部城市，奥克西塔尼大区上加龙省的一个市镇，隶属于图卢兹区，其市镇面积为20.83平方公里，2022年1月1日时人口数量为40,916人，是该省人口第二多的市镇，在法国城市中排名第194位。
科洛米耶位于上加龙省东北部，图卢兹市区的正西方向，是图卢兹的一个近郊卫星城，其境内有大片居民区及工业开发区，通过区域铁路及巴士连接图卢兹市中心。

## 地名来源
“科洛米耶”一名来源于拉丁语单词“columba”，意为“鸽舍”，对应法语单词“Colombier”。法语区内还有多处以此为词根命名的地名，比如法国中北部城市库洛米耶。
科洛米耶所处的法国西南部地区历史上通用奥克语，其奥克语拼写形式为“Colomèrs”。

## 历史
科洛米耶境内曾发现新石器时期的人类活动遗迹。公元5世纪时，西哥特人曾建立图卢兹王国，此后该区域长期为一处伯爵领地。中世纪中后期，随着图卢兹－欧什商业道路的开辟，科洛米耶逐渐形成商业聚落。宗教战争结束后，科洛米耶成为一个由多个领主共同管理的集镇，18世纪时当地出现了加鲁萨尔城堡（château de Garroussal）。法国大革命后，科洛米耶成为上加龙省的一个市镇。工业革命期间，连接图卢兹和欧什之间的铁路线建成并由此通过。直至第二次世界大战前夕，科洛米耶尚为一个人口不足两千的农业聚落。二战后，随着图卢兹的城市扩张，科洛米耶被规划为图卢兹的一个重要卫星城，其境内出现了大批新兴居民区。20世纪70年代，在克洛米耶境内建立飞行器工厂，为当地带来了大量就业岗位，也使得科洛米耶人口数量快速增加。1993年，连接图卢兹和科洛米耶之间的图卢兹轨道交通C线建成通车。

## 地理

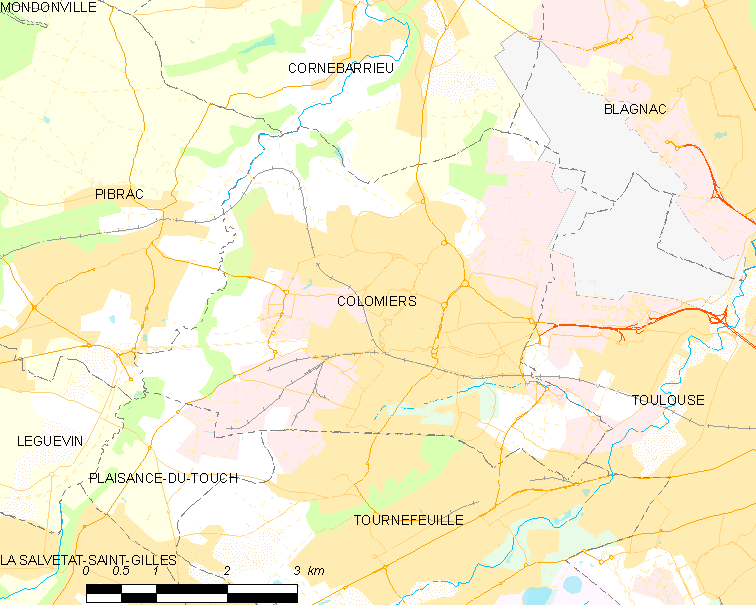
科洛米耶市镇范围地图

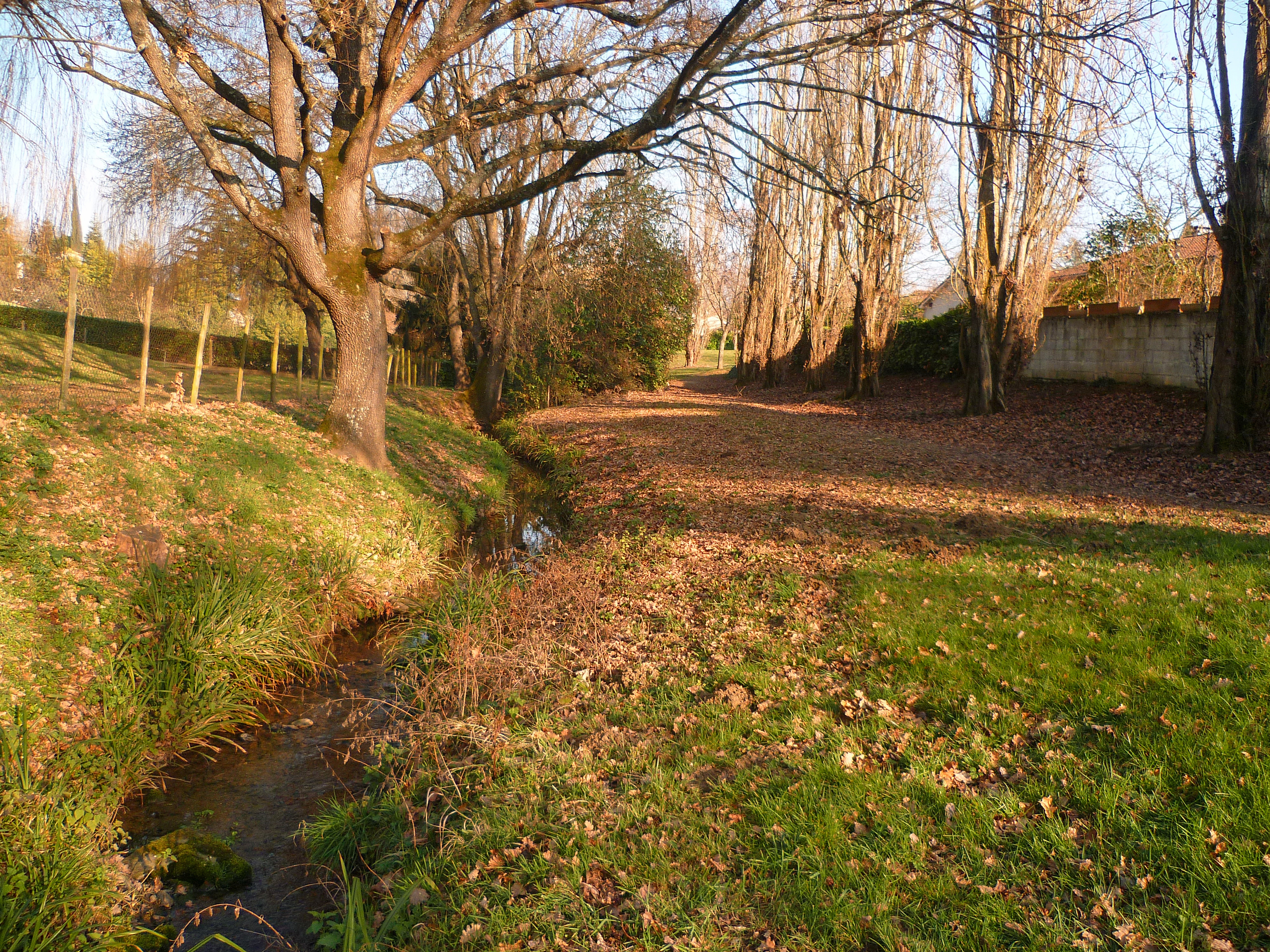
阿里米耶溪

科洛米耶位于法国西南部，奥克西塔尼大区西部和上加龙省东北部，距离省会图卢兹大约7公里。与科洛米耶接壤的市镇包括：科尔讷巴里约、图尔讷弗耶、布拉尼亚克、皮布拉克、图什河畔普莱桑斯和图卢兹。

### 地形
科洛米耶位于加龙河河谷西部地区，境内以平原和浅丘为主，市镇中心地势较为平坦，全境海拔在145到191米之间。

### 水文
阿里米耶溪（ruisseau de l'Armurié）自西向东流经境内南部，该河是圖什河的左岸支流，属于加龙河水系。

### 植被
科洛米耶属于温带阔叶混交林区，市区内的主要绿地公园包括迪罗克公园（Parc Duroch）、卡比罗勒公园（Parc du Cabirol）等。
在鲜花城市的评比中，科洛米耶被评为3星级鲜花城市。

### 气候
科洛米耶在柯本气候分类法中属于带有地中海特征的温带海洋性气候。
距离科洛米耶最近的常年气象站位于图卢兹-布拉尼亚克机场，以下为该气象站的数据：
| 图卢兹-布拉尼亚克机场1981年－2019年 | 图卢兹-布拉尼亚克机场1981年－2019年 | 图卢兹-布拉尼亚克机场1981年－2019年 | 图卢兹-布拉尼亚克机场1981年－2019年 | 图卢兹-布拉尼亚克机场1981年－2019年 | 图卢兹-布拉尼亚克机场1981年－2019年 | 图卢兹-布拉尼亚克机场1981年－2019年 | 图卢兹-布拉尼亚克机场1981年－2019年 | 图卢兹-布拉尼亚克机场1981年－2019年 | 图卢兹-布拉尼亚克机场1981年－2019年 | 图卢兹-布拉尼亚克机场1981年－2019年 | 图卢兹-布拉尼亚克机场1981年－2019年 | 图卢兹-布拉尼亚克机场1981年－2019年 | 图卢兹-布拉尼亚克机场1981年－2019年 |
| 月份                                | 1月                                 | 2月                                 | 3月                                 | 4月                                 | 5月                                 | 6月                                 | 7月                                 | 8月                                 | 9月                                 | 10月                                | 11月                                | 12月                                | 全年                                |
| ----------------------------------- | ----------------------------------- | ----------------------------------- | ----------------------------------- | ----------------------------------- | ----------------------------------- | ----------------------------------- | ----------------------------------- | ----------------------------------- | ----------------------------------- | ----------------------------------- | ----------------------------------- | ----------------------------------- | ----------------------------------- |
| 历史最高温 °C（°F）                 | 21.2 (70.2)                         | 24.1 (75.4)                         | 27.1 (80.8)                         | 30 (86)                             | 33.9 (93.0)                         | 40.2 (104.4)                        | 40.2 (104.4)                        | 40.7 (105.3)                        | 35.3 (95.5)                         | 31.8 (89.2)                         | 24.3 (75.7)                         | 21.1 (70.0)                         | 40.7 (105.3)                        |
| 平均高温 °C（°F）                   | 9.5 (49.1)                          | 11.1 (52.0)                         | 14.5 (58.1)                         | 17 (63)                             | 21 (70)                             | 25.2 (77.4)                         | 28 (82)                             | 27.9 (82.2)                         | 24.6 (76.3)                         | 19.5 (67.1)                         | 13.3 (55.9)                         | 9.9 (49.8)                          | 18.5 (65.3)                         |
| 日均气温 °C（°F）                   | 5.9 (42.6)                          | 7 (45)                              | 9.8 (49.6)                          | 12.1 (53.8)                         | 16 (61)                             | 19.7 (67.5)                         | 22.3 (72.1)                         | 22.2 (72.0)                         | 19 (66)                             | 15 (59)                             | 9.5 (49.1)                          | 6.5 (43.7)                          | 13.8 (56.8)                         |
| 平均低温 °C（°F）                   | 2.4 (36.3)                          | 3 (37)                              | 5 (41)                              | 7.1 (44.8)                          | 10.9 (51.6)                         | 14.3 (57.7)                         | 16.5 (61.7)                         | 16.5 (61.7)                         | 13.4 (56.1)                         | 10.5 (50.9)                         | 5.8 (42.4)                          | 3.2 (37.8)                          | 9.1 (48.4)                          |
| 历史最低温 °C（°F）                 | −18.6 (−1.5)                        | −19.2 (−2.6)                        | −8.4 (16.9)                         | −4.3 (24.3)                         | −0.8 (30.6)                         | 4 (39)                              | 7 (45)                              | 5.5 (41.9)                          | 0 (32)                              | −3 (27)                             | −8.3 (17.1)                         | −12 (10)                            | −19.2 (−2.6)                        |
| 平均降水量 mm（）                   | 51.3 (2.02)                         | 41.6 (1.64)                         | 49.1 (1.93)                         | 69.6 (2.74)                         | 74 (2.9)                            | 60.3 (2.37)                         | 37.7 (1.48)                         | 46.8 (1.84)                         | 47.4 (1.87)                         | 57 (2.2)                            | 51.1 (2.01)                         | 52.4 (2.06)                         | 638.3 (25.13)                       |
| 月均日照時數                        | 92.5                                | 115                                 | 175.1                               | 186.1                               | 209.2                               | 227.6                               | 252.6                               | 238.8                               | 204                                 | 149.2                               | 96                                  | 85.3                                | 2,031.4                             |
| 来源：infoclimat.fr                 |                                     |                                     |                                     |                                     |                                     |                                     |                                     |                                     |                                     |                                     |                                     |                                     |                                     |

## 行政区划
科洛米耶是法国奥克西塔尼大区上加龙省的一个市镇，编号为31149。科洛米耶隶属于图卢兹区、上加龙省第六选区以及图卢兹第七县，同时也是图卢兹都会区的组成部分。
科洛米耶市镇被划为六个街区，并实行街区自治制度。
法国国家统计与经济研究所（简称）在进行数据统计时，将科洛米耶及相邻的另外72个市镇设为图卢兹城市核心区（2020年起扩充至81个），并将包括核心区在内的周边共452个市镇划为图卢兹城市区。自2020年起，图卢兹城市区被包含527个市镇的图卢兹城市辐射区代替。此外，还将科洛米耶市镇分为了12个“块区”（IRIS），以便于统计人口分布情况。

## 交通

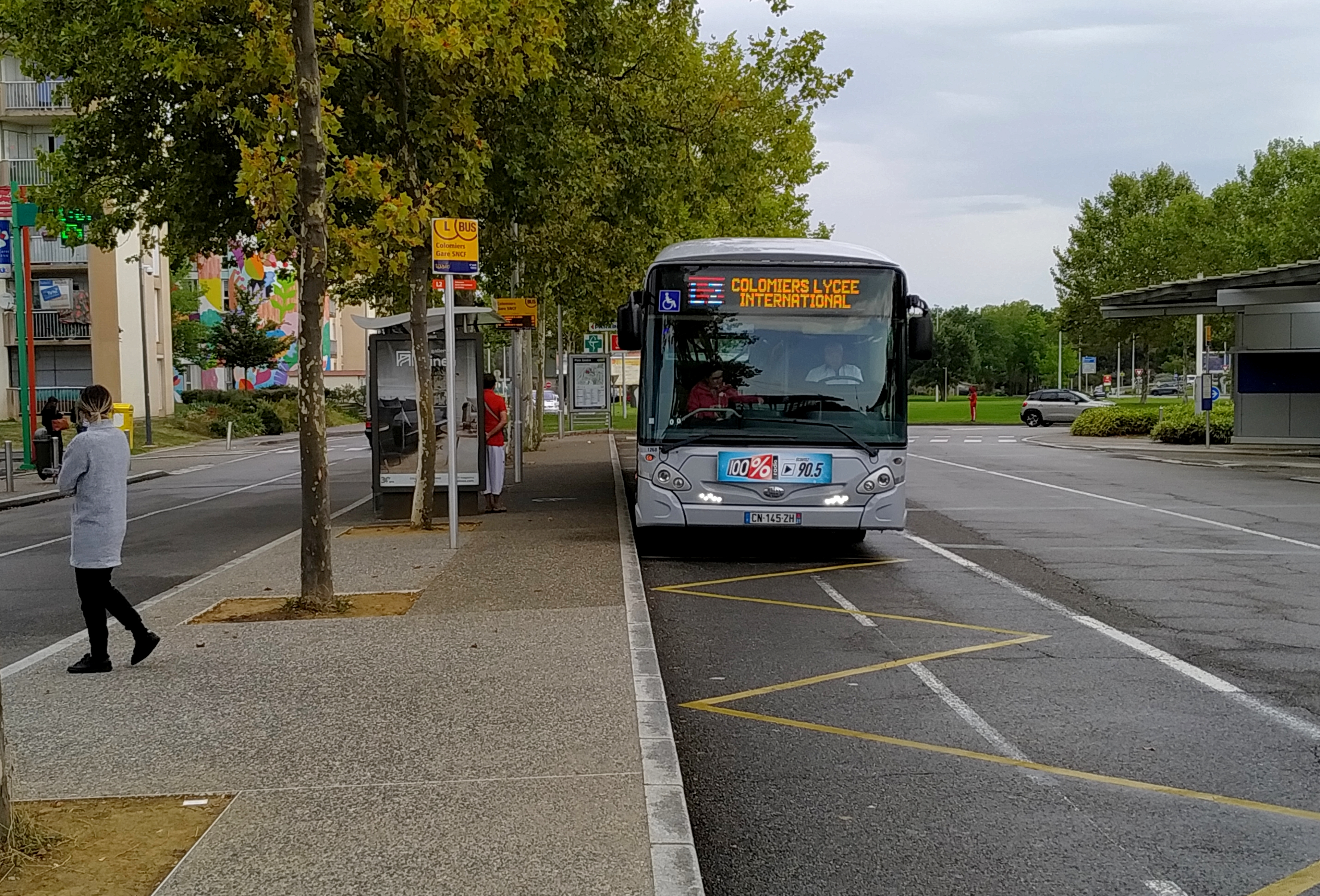
行驶于科洛米耶境内的一辆公共汽车

### 公路
法国国道N124线以快速公路的形式横穿科洛米耶市中心，并通过多处匝道连接市区，此外多条上加龙省省道在科洛米耶境内交汇。奥克西塔尼大区下属的城际客运提供巴士线路，可前往周边部分市镇。
2018年，84.4%的科洛米耶家庭拥有至少一辆私人汽车。2019年，科洛米耶境内共发生各类交通事故47起，造成60人受伤。

### 铁路
科洛米耶位于图卢兹－欧什铁路上，该铁路在科洛米耶境内设有两个站点：科洛米耶站位于市区南部，是图卢兹轨道交通C线的西侧终点，同时也图停靠往返于图卢兹和欧什之间的区域列车；科洛米耶国际高中站位于市区西北部，是一个无人看守的铁路乘降所。

### 航空
距离科洛米耶最近的民用航空站为图卢兹-布拉尼亚克机场，距离科洛米耶市中心的公路里程约14公里。

### 城市公共交通
科洛米耶是图卢兹城市公共交通（商业名称为）的服务范围。截至2021年10月，该系统下属的干线公交L2线和公交21路、32路、55路、63路、150路经过科洛米耶市区。

## 政治

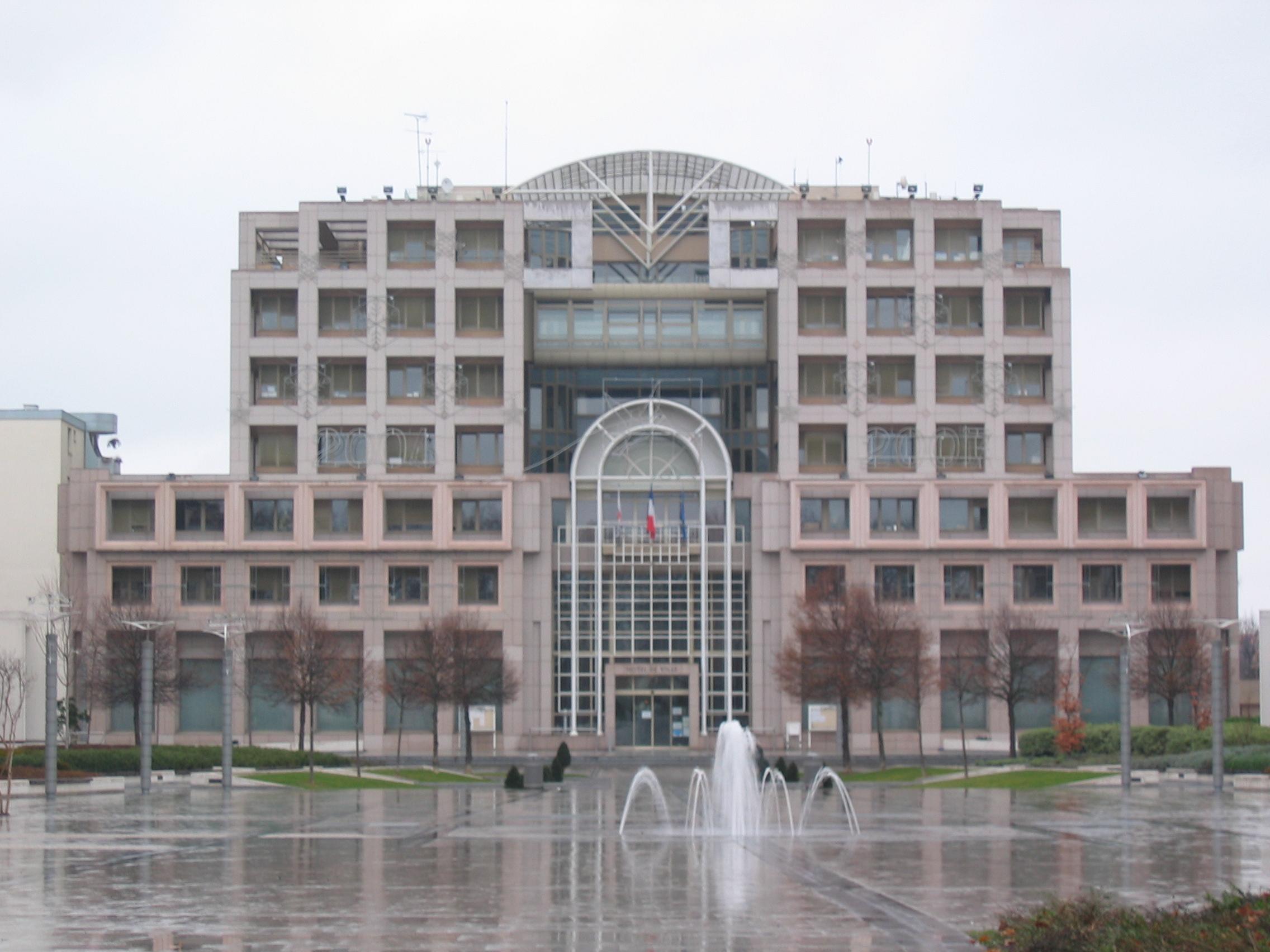
科洛米耶市政厅

科洛米耶的现任市长为卡莉娜·特拉瓦尔-米什莱女士（Karine Traval-Michelet），她是社会党的一名成员，在2020年的市政选举中获得了49.62%的支持率。
在2017年的法国总统大选中，法国第25任总统埃马纽埃尔·马克龙在科洛米耶获得了73.6%的支持率。
| 科洛米耶历届市长 |                                                   |                      |
| 任期             | 市长                                              | 党派                 |
| 1944年－1966年   | Eugène Montel 欧仁·蒙泰尔                         | SFIO工人国际法国支部 |
| 1966年－2001年   | Alexis dit Alex Raymond 阿莱克西·迪·阿莱克斯·雷蒙 | PS社会党             |
| 2001年－2014年   | Bernard Sicard 贝尔纳·西卡尔                      | PS社会党             |
| 2014年－         | Karine Traval-Michelet 卡莉娜·特拉瓦尔-米什莱     | PS社会党             |

## 人口
2018年，科洛米耶市镇人口数量为39,097，在法国排名第194位。其中男性19,008人，女性20,089人，75岁及以上人口占6.4%，外籍人口数量为8,933人，人口密度为1,877人/平方公里，当地居民被称为（男性）或（女性）。2019年，科洛米耶境内出生431人，死亡人口248人。
| 年份   | 1936  | 1946  | 1954  | 1962  | 1968   | 1975   | 1982   | 1990   | 1999   | 2006   | 2011   | 2016   | 2018   |
| ------ | ----- | ----- | ----- | ----- | ------ | ------ | ------ | ------ | ------ | ------ | ------ | ------ | ------ |
| 人口數 | 1,860 | 2,122 | 3,195 | 4,607 | 10,584 | 20,126 | 23,326 | 26,979 | 28,538 | 32,110 | 35,784 | 38,716 | 39,097 |

## 经济
截止2021年10月，科洛米耶共有各类用人单位（包含自雇）4,744家，平均历史为12年，其中98.06%为中小型企业（PME）。（航空配套工业）、（航空货运）及（航空器制造）是当地2019年营业额最高的三个企业，分别为230,075,311欧元、168,206,160欧元和126,901,322欧元。

## 财政收入
2019年，科洛米耶的财政收入总额为67,057,500欧元，财政支出总额为64,570,900欧元，当年的债务总额为11,198,500欧元。2021年，科洛米耶共获得1,933,515欧元的国家财政补助，比上一年减少了13.04%。
2019年，科洛米耶的人均月收入总额为2,695欧元，其中高级职员为4,109欧元，低于法国平均水平（4,230欧元）；中级职员为2,432欧元，高于法国平均水平（2,411欧元）；普通职员为1,781欧元，亦高于法国平均水平（1,740欧元）。
2018年，科洛米耶境内的青壮年（15至64岁）失业率为12.4%，当地55.9%的家庭拥有纳税资格，平均纳税3,726欧元，低于法国平均水平（3,888欧元）。

## 社会事务

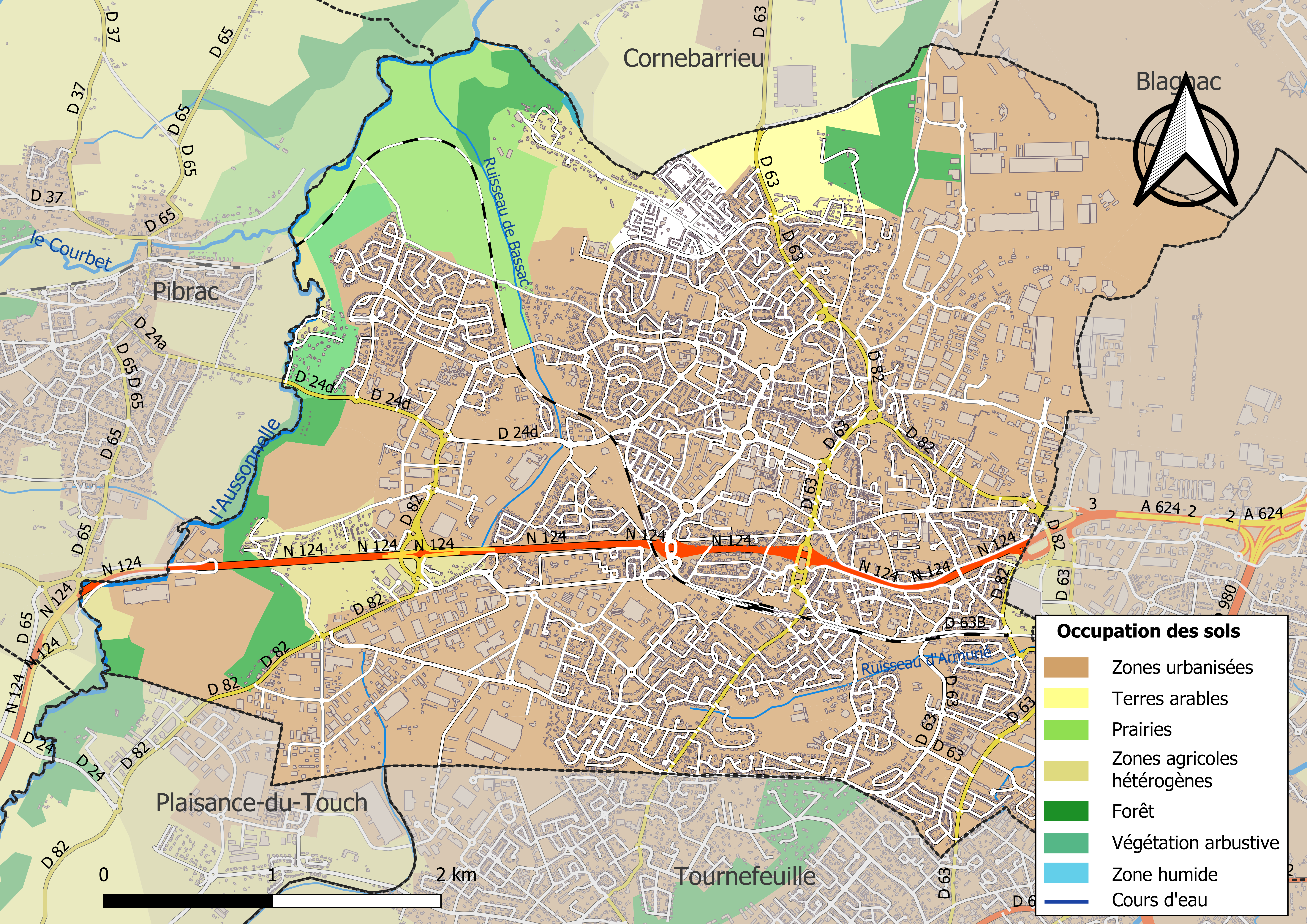
科洛米耶土地利用情况地图

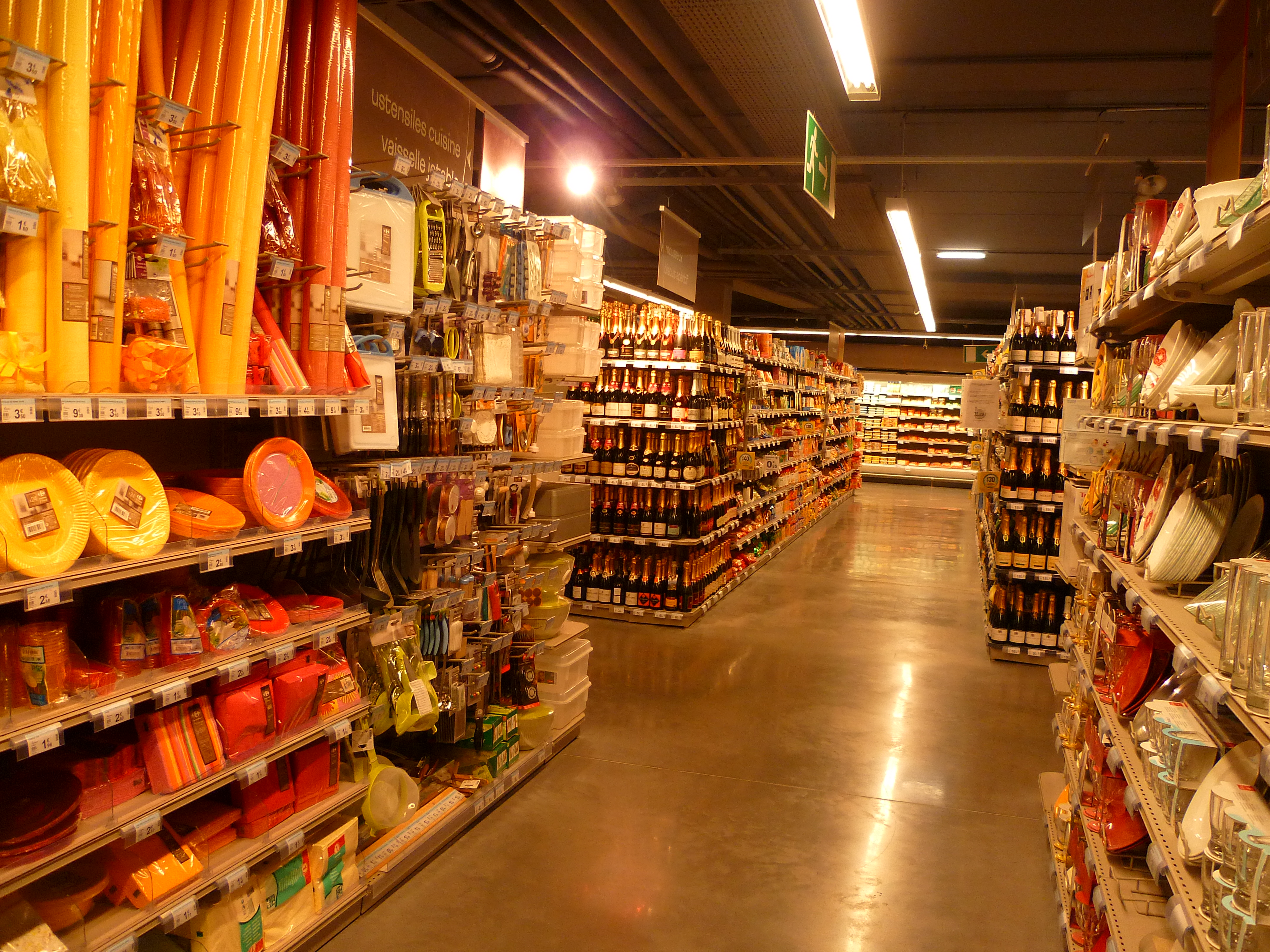
科洛米耶的家乐福超市内部

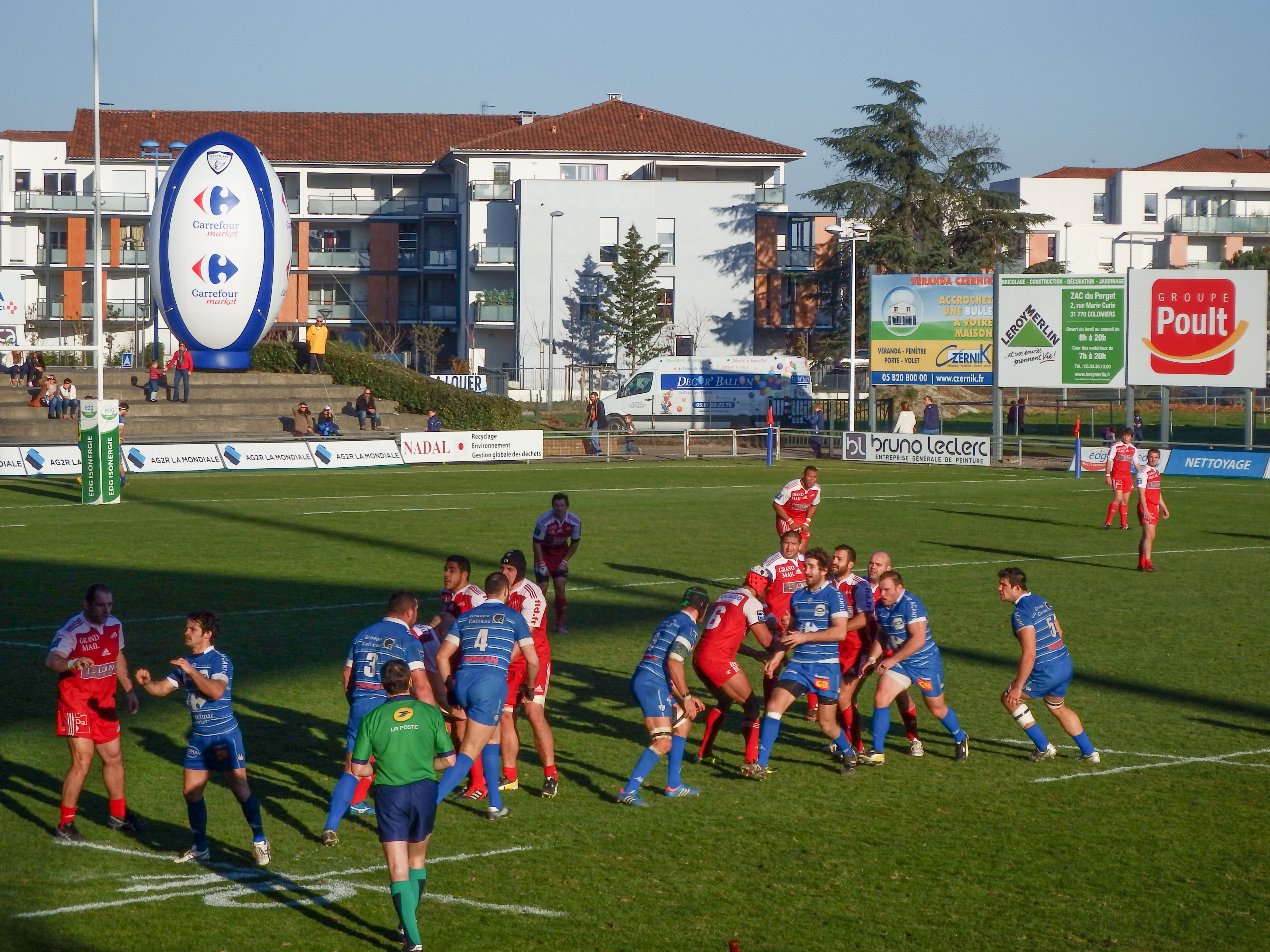
比赛中的科洛米耶橄榄球队

### 教育
科洛米耶属于图卢兹学区。截止2020年1月1日，科洛米耶境内共有9所幼儿园、9所小学、6所初级中学、4所普通高中和2所职业高中。2018至2019学年度，科洛米耶境内共有在校中等教育阶段学生4,097名。

### 医疗
截止2020年1月1日，科洛米耶境内共有全科医生44名、保健师54名、牙医34名、护士56名、耳科医生1名、眼科医生3名、皮肤科医生1名、助产士7名、儿科医生5名和妇科医生1名。境内共有药房12家、养老院4家、残疾人帮扶中心4家。
科洛米耶是图卢兹大学中心医院的服务范围，后者是法国的一个区域性医疗机构以及大学教学医院。距离科洛米耶最近的综合性公立医院为皮埃尔-保罗·里凯医院（Hôpital Pierre-Paul Riquet），该院建于2014年，距离科洛米耶的正常车程约10分钟，该院设有床位714个，是当地规模最大的公立综合性医院。

### 住房
2018年，科洛米耶境内共有各类住房18,086套，其中44.1%为独立式居民区，55.5%为集中式居民区。常住房屋占科洛米耶市镇范围内居民建筑总量的96.8%。
在住房保障政策方面，2020年，科洛米耶境内共有4,300户家庭获得了住房经济补助，受益人数占总人口数量的11.0%，其中4,168份为房租补助。

### 商业
2019年，科洛米耶境内共有各类实体商铺838家，其中餐厅121家、大型超市10家、杂货店9家、面包房20家、肉铺8家、书店6家、装饰品店3家、银行门店22家、美容美发店41家、汽车维修店49家。市中心建有商业区，有Super U购物超市；市区西侧亦建有开放式商业街区，建有迪卡侬、Leroy Merlin等大型商场。

### 体育
2020年，科洛米耶境内共有1家游泳池、8间体育馆、1座综合体育场、16处网球场、2处马术场、10处足球或橄榄球场、6处篮球或排球场。
科洛米耶因科洛米耶橄榄球俱乐部而闻名，该俱乐部成立于1915年，曾于1998年获得欧洲橄榄球挑战赛冠军和1999年橄榄球欧洲杯的亚军，2021至2022赛季参加法国橄榄球乙级联赛。
截至2021年10月，科洛米耶境内共有5家注册足球俱乐部。科洛米耶体育联盟是当地的代表性足球队，成立于1932年，2021至2022赛季参加法国全国乙组联赛（法丁）。

### 环境
科洛米耶的环境事务由其所属的公共社区负责。2019年，科洛米耶境内共有4家污染企业。

### 治安
2019年，科洛米耶市镇范围内共有1处派出所。
2014年，科洛米耶及附近地区共发生各类案件51,485起，其中盗窃类案件34,280起，经济类案件4,329起，毒品交易类案件2,379起。

## 文化
2020年，科洛米耶境内共有1家剧场、1家电影院和1家音乐厅。科洛米耶市政府提供多媒体中心，向公众全年开放。

### 建筑
科洛米耶境内的大部分建筑建于20世纪中期以后，科洛米耶圣拉德贡德教堂是当地的代表性建筑物。

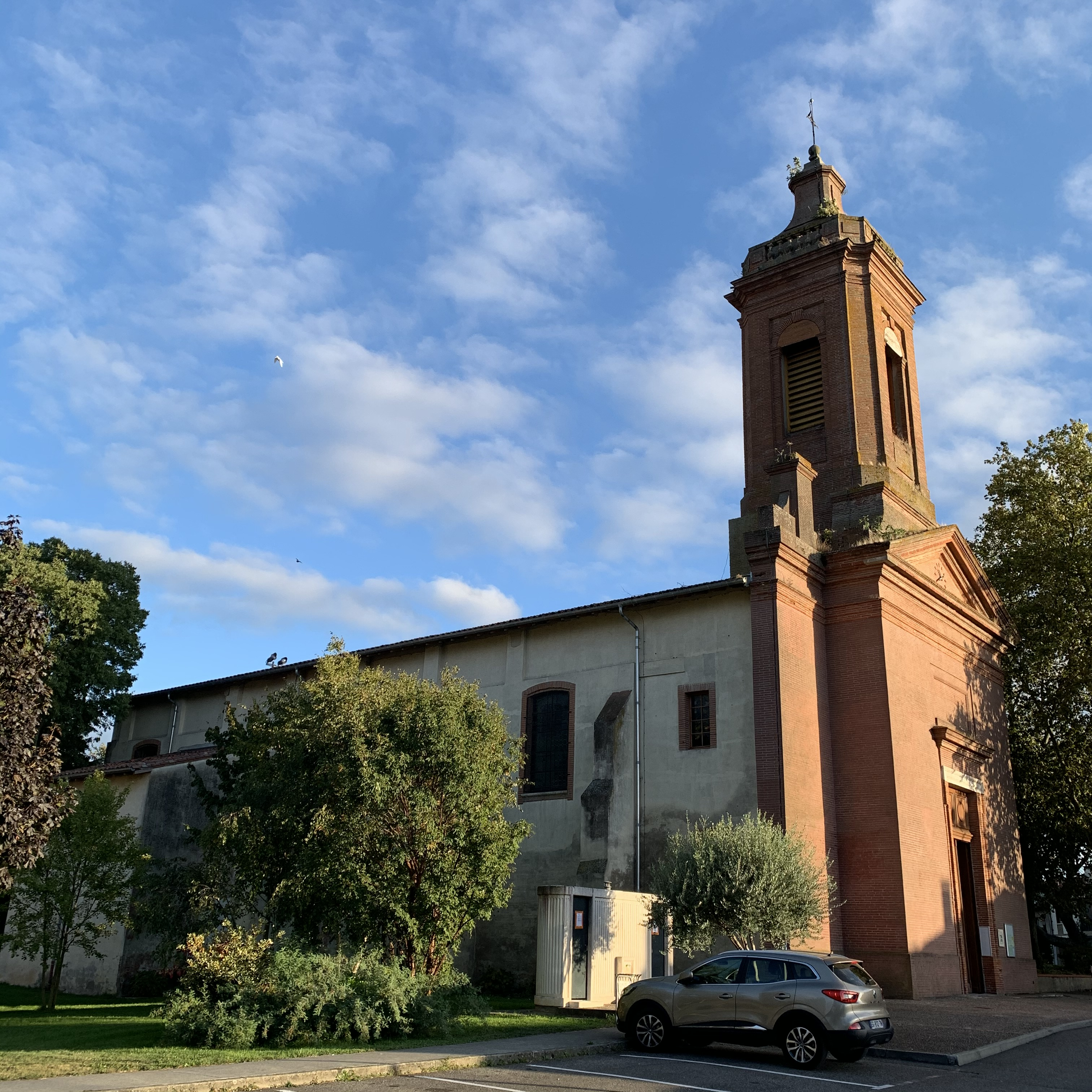
圣拉德贡德教堂（法语：Église Sainte-Radegonde de Colomiers）
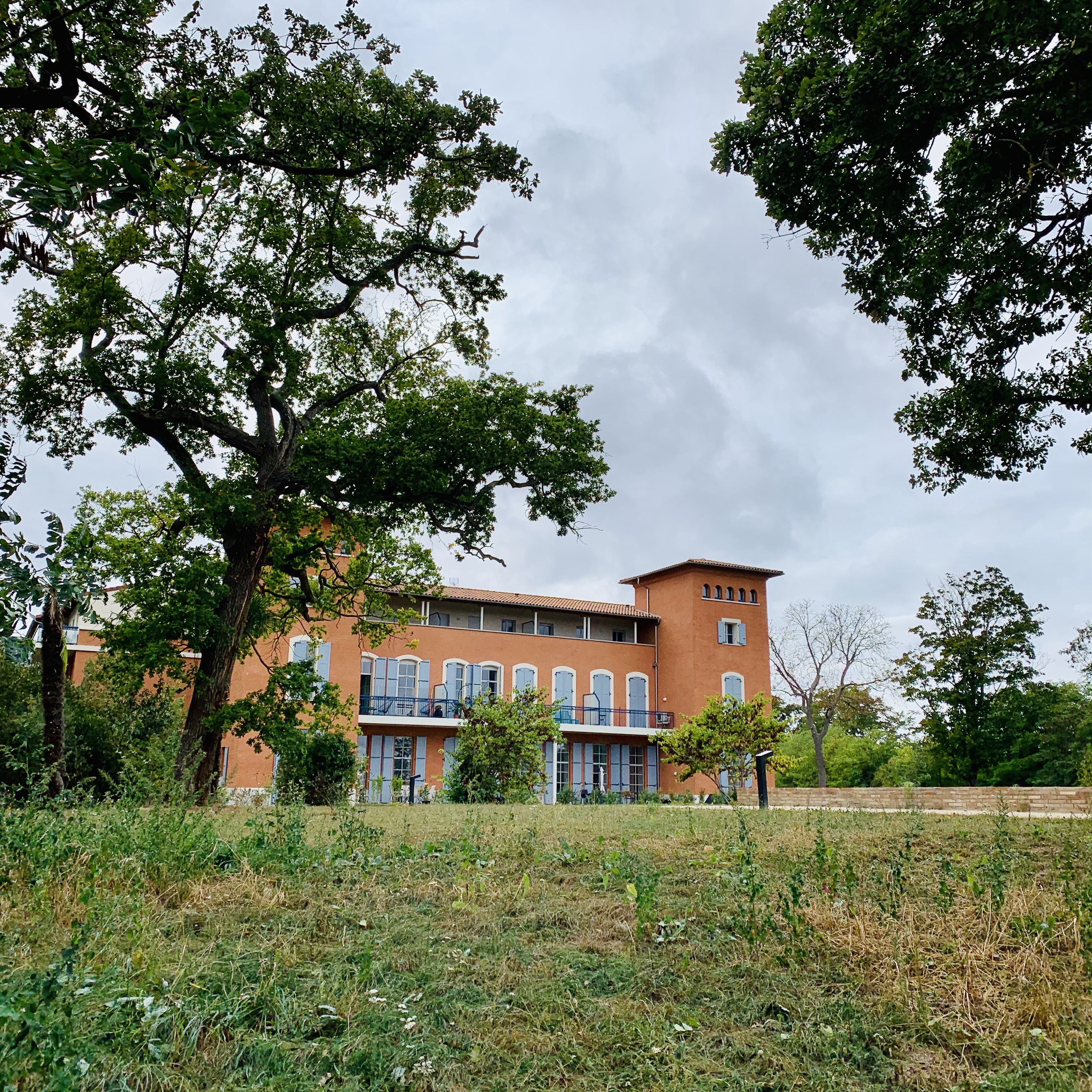
阿米里耶城堡
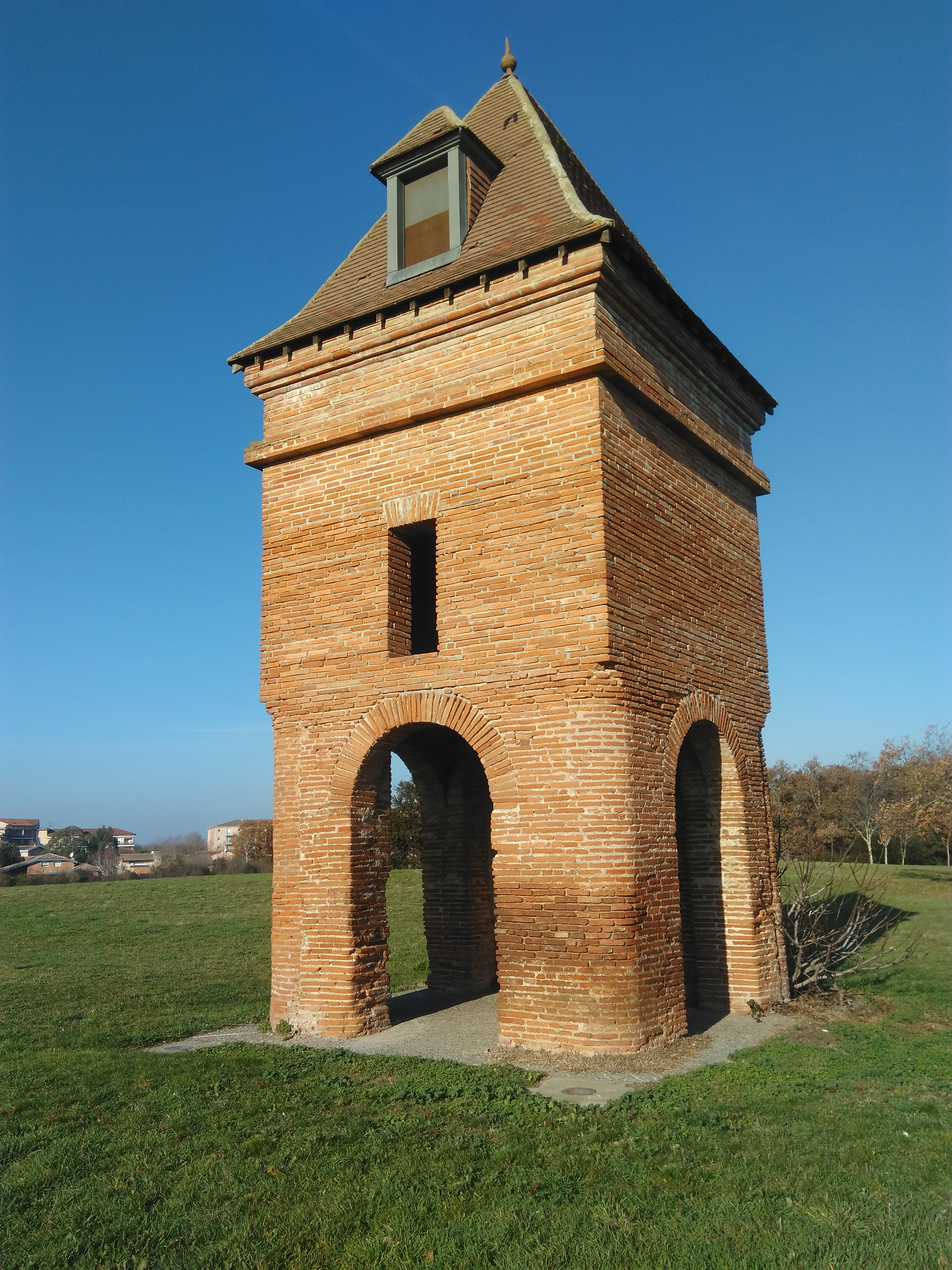
鸽舍
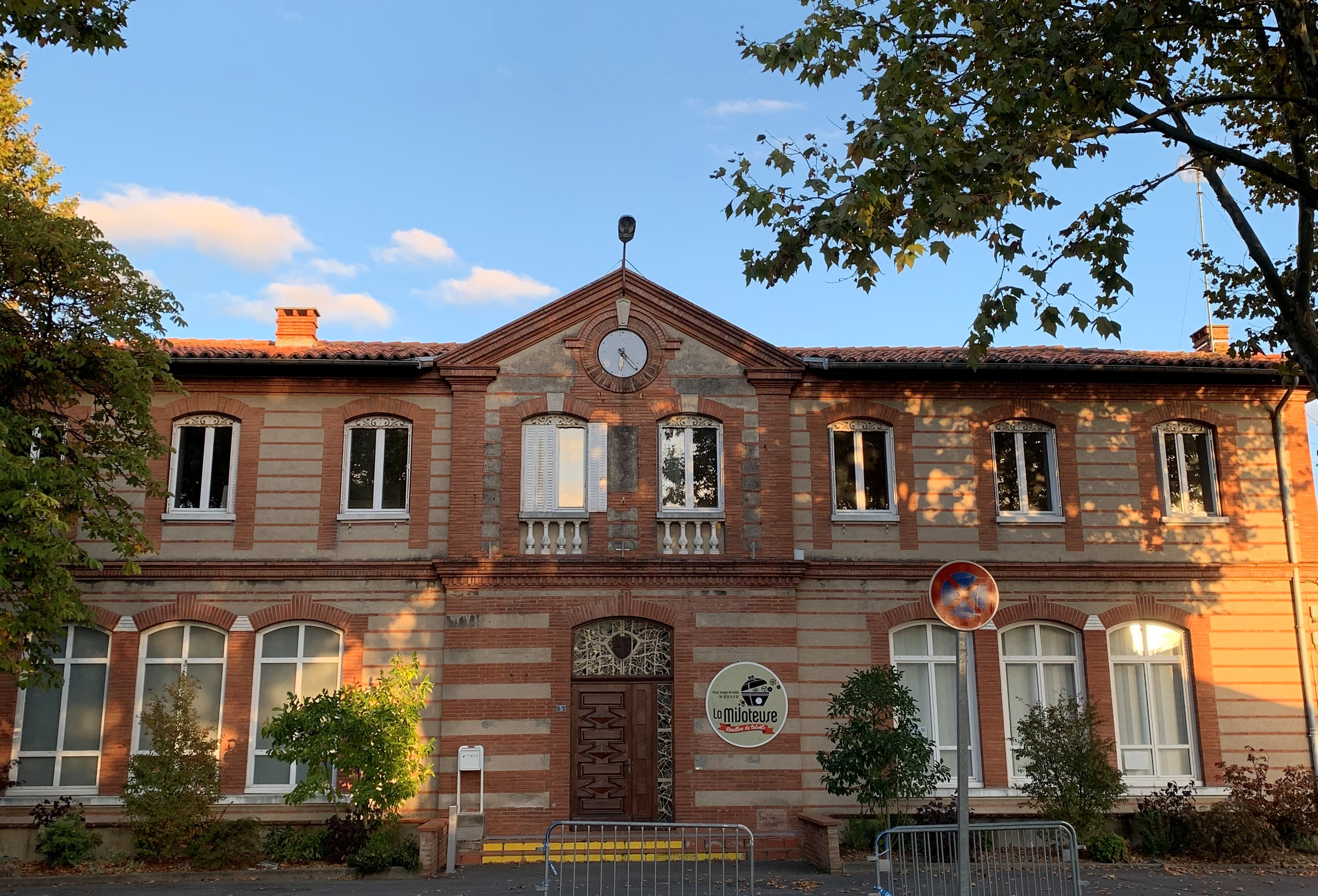
旧市政厅
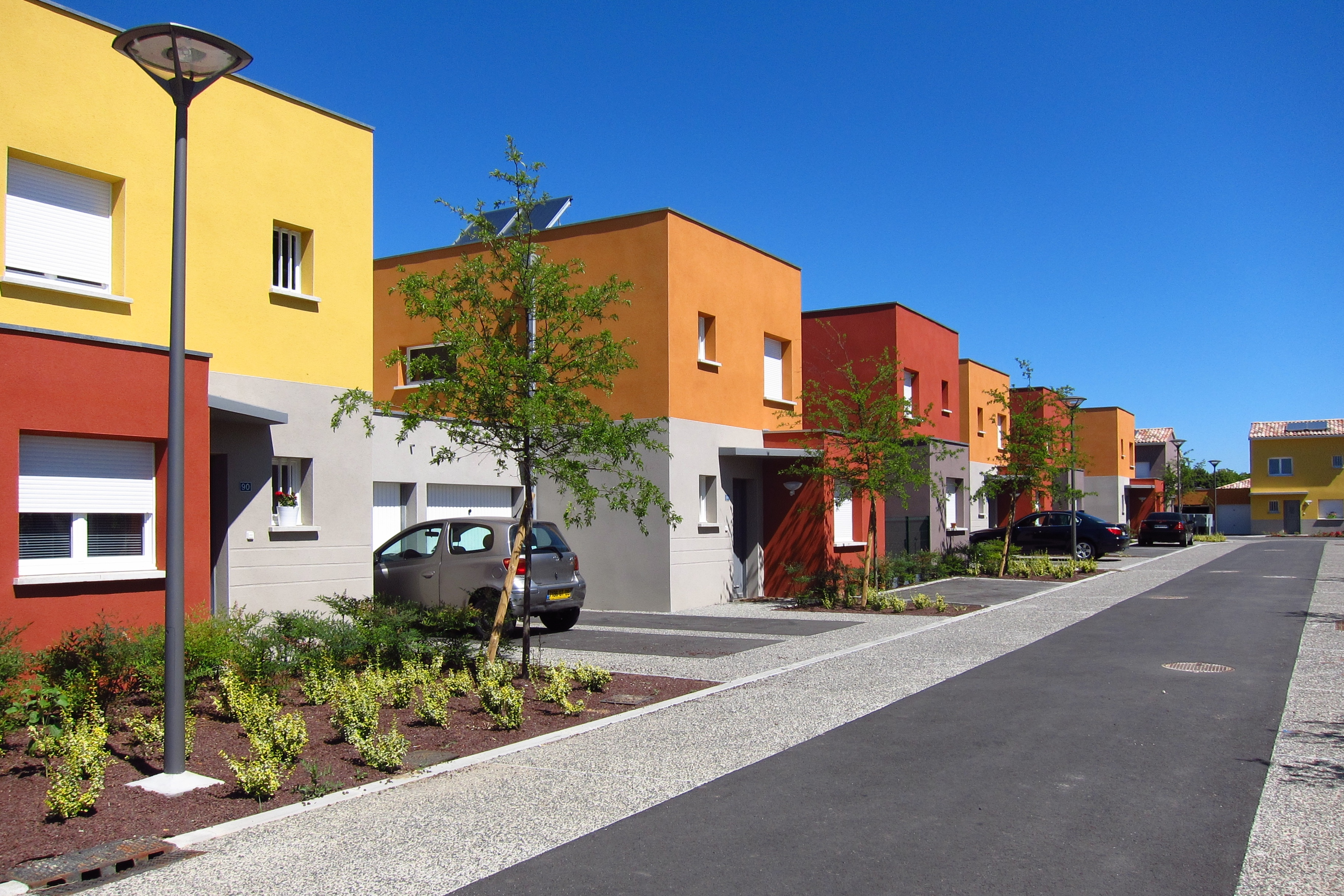
现代独立居民区
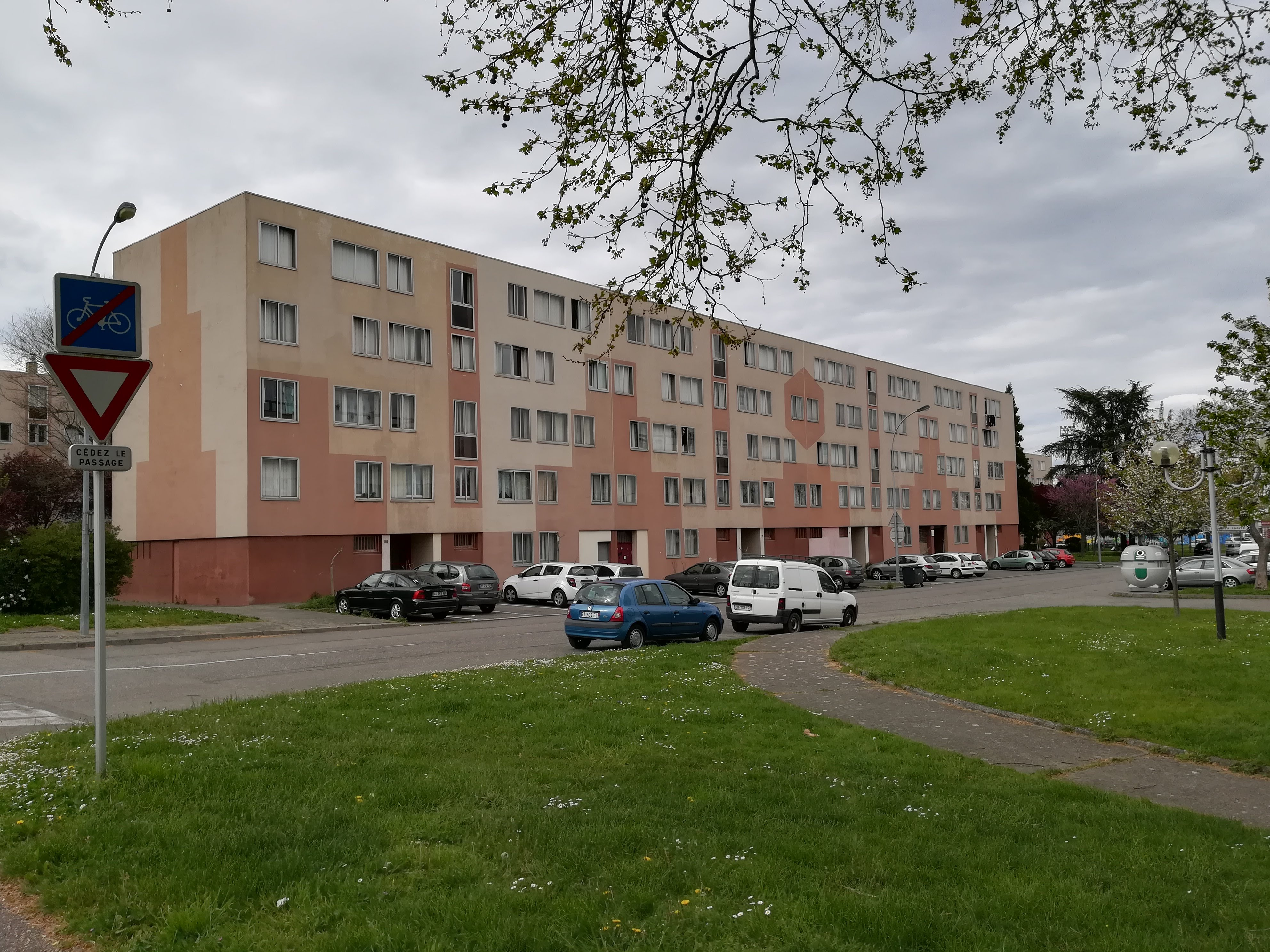
现代集中居民区

### 旅游
科洛米耶的旅游事务由其所属的公共社区负责。2021年，科洛米耶境内共有3家酒店共计167间房间。

### 媒体
法国主要的媒体均可在科洛米耶接收，Vià图卢兹电视台以及法国电视三台下属的奥克西塔尼大区频道在部分时段播出科洛米耶所属区域的地方新闻。

## 相关人物
法国橄榄球运动员让-克洛德·斯克雷拉和让-雅克·桑托斯出生于科洛米耶。

## 友好城市
截至2021年10月，科洛米耶共与一座城市互为友好城市关系：
- 加拿大 Victoriaville